# In the Meantime
Albums de Christine McVie
Christine McVie
(1984) Lindsey Buckingham Christine McVie
(2017)
In the Meantime est le troisième album solo de l'autrice-compositrice-interprète britannique Christine McVie. Il est sorti en 2004 sur le label Koch Records.

## Fiche technique

### Chansons
| No  | Titre                | Auteur                                                      | Durée |
| --- | -------------------- | ----------------------------------------------------------- | ----- |
| 1.  | Friend               | Christine McVie, Dan Perfect, George Hawkins, Robbie Patton | 4:30  |
| 2.  | You Are              | Christine McVie                                             | 3:35  |
| 3.  | Northern Star        | Dan Perfect                                                 | 5:22  |
| 4.  | Bad Journey          | Christine McVie, Dan Perfect                                | 4:29  |
| 5.  | Anything Is Possible | Christine McVie, , Dan Perfect, George Hawkins              | 3:14  |
| 6.  | Calumny              | Dan Perfect                                                 | 4:54  |
| 7.  | So Sincere           | Christine McVie, Dan Perfect                                | 3:39  |
| 8.  | Easy Come, Easy Go   | Christine McVie, Eddy Quintela                              | 4:32  |
| 9.  | Liar                 | Christine McVie, , Dan Perfect, George Hawkins              | 3:53  |
| 10. | Sweet Revenge        | Christine McVie, Dan Perfect                                | 3:50  |
| 11. | Forgiveness          | Christine McVie, Dan Perfect                                | 3:44  |
| 12. | Givin' It Back       | Christine McVie, George Hawkins, Billy Burnette             | 4:42  |

### Musiciens
- Christine McVie : chant, claviers
- Dan Perfect : guitare, chœurs, programmation
- George Hawkins : basse, chœurs
- Steve Ferrone : batterie
- Luis Conte (en), Lenny Castro : percussions
- David Isaacs (en), Billy Burnette : chœurs

### Équipe de production
- Christine McVie, Dan Perfect, Ken Caillat (en) : production
- Ben Georgiades, Dan Perfect, Claus Trelby : ingénieurs du son
- Richard Edgeler, Mike Read : assistants ingénieurs du son
- Christine McVie, Ben Georgiades, Dan Perfect : mixage
- Howie Weinberg : mastering
- Mike Prior : photographie
- Ryan Art : conception de la pochette
- John Perfect : notes d'accompagnement

### Classements et certifications
| Pays (classement)               | Meilleure place |
| ------------------------------- | --------------- |
| États-Unis (Independent Albums) | 29              |
| Royaume-Uni (UK Albums Chart)   | 133             |